# Transmon

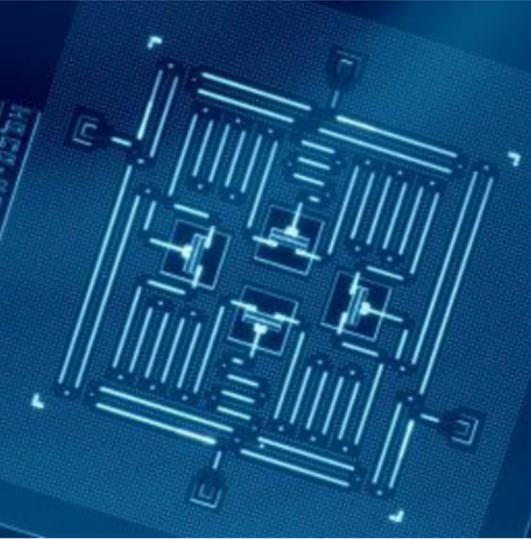
Dispositif composé de quatre qubits transmon, de quatre bus quantiques et de quatre résonateurs de lecture fabriqués par IBM et présentés dans un article d'informatique quantique de 2017.

Un transmon est en informatique quantique, un qubit de type de qubit de charge (en) supraconducteur qui a été conçu pour réduire la sensibilité au bruit de charge. Le transmon a été développé à l'université Yale en 2007,. 

## Étymologie
Son nom est le sigle de transmission line shunted plasma oscillation qubit.